# Enrique Fernández Martínez
Enrique Fernández Martínez (San Felipe Torres Mochas, Guanajuato, 15 de junio de 1897-San Miguel de Allende, Guanajuato; 4 de octubre de 1968) fue un político mexicano.

## Carrera política
Se desempeñó como diputado federal y como Gobernador provisional de diciembre de 1935 a abril de 1937 y luego Constitucional de abril de 1939 a septiembre de 1943 del Estado de Guanajuato. En 1963 se inauguró una Unidad Deportiva que lleva su nombre.